# El disparo que se oyó en todo el mundo
El disparo que se oyó en todo el mundo (en inglés: Shot heard 'round the world) es un término utilizado para referirse a uno de los goles más brillantes en la historia del fútbol de los Estados Unidos, anotado por Paul Caligiuri, que llevó a la selección estadounidense a clasificar a la Copa Mundial de Fútbol después de 40 años. Este hecho ocurrió en el partido de clasificación para el mundial de fútbol de 1990 en el que se enfrentaron la selección de fútbol de Estados Unidos contra Trinidad y Tobago en Puerto España el 19 de noviembre de 1989.
El equipo de Estados Unidos no había clasificado a un mundial de fútbol desde la edición de Brasil 1950, y los estadounidenses (quienes habían sido escogidos por la FIFA como sede para la Copa Mundial de Fútbol de 1994 en 1988), querían dar una buena impresión al mundo futbolístico clasificando al mundial de 1990 que se jugaría en Italia.

## Previa del partido
Estados Unidos era una de las 5 selecciones que compitieron en la ronda final de la eliminatoria a la Copa Mundial de 1990 de la Concacaf por dos plazas para el mundial que se iba a realizar en Italia, siendo las otras naciones involucradas de Costa Rica, Guatemala, El Salvador y Trinidad y Tobago. La selección de México había sido descalificada de la competición debido a un escándalo relacionado con la adulteración de edad de algunos jugadores para un torneo juvenil, escándalo conocido como Los cachirules. En aquel entonces, el equipo estadounidense estaba conformado en su mayoría por futbolistas universitarios y semiprofesionales.
Estados Unidos empezó perdiendo contra Costa Rica por 1-0 de visitante por la mínima, después tuvieron la revancha en casa y ganaron 1-0. Empataron 1-1 ante Trinidad y Tobago, y le ganaron 2-1 a Guatemala de local. El partido contra El Salvador se tuvo que jugar en Honduras debido a la crisis política de aquel país y ganaron los estadounidenses por 1-0. Luego empató sin goles contra Guatemala de visitante y contra El Salvador de local.
La tabla de posiciones se veía de la siguiente forma:
| Selección         | Pts. | PJ | PG | PE | PP | GF | GC | Dif |
| ----------------- | ---- | -- | -- | -- | -- | -- | -- | --- |
| Costa Rica        | 11   | 8  | 5  | 1  | 2  | 10 | 6  | 4   |
| Trinidad y Tobago | 9    | 7  | 3  | 3  | 1  | 7  | 4  | 3   |
| Estados Unidos    | 9    | 7  | 3  | 3  | 1  | 5  | 3  | 2   |
| Guatemala         | 3    | 6  | 1  | 1  | 4  | 4  | 7  | -3  |
| El Salvador       | 2    | 6  | 0  | 2  | 4  | 2  | 8  | -6  |

Estados Unidos necesitaba ganar para acceder al mundial porque un empate o una derrota le daría el cupo a Trinidad y Tobago. Costa Rica ya estaba clasificado.

## El Partido
En los primeros minutos de partido, John Harkes intentó cabecear para intentar anotar el primer tanto norteamericano. Elliot Allen de Trinidad y Tobago no pudo de tiro libre, de nuevo Allen trato de sorprender el marco de Tony Meola que hizo una muy buena atajada. No fue sino hasta el minuto 30 cuando Bruce Murray le dio un pase a Paul Caligiuri, quien logra esquivar a un defensa trinitense y con una zurda de 45 metros de altura marcaría el 1-0 para Estados Unidos. El portero trinitense Michael Maurice esperaba el balón prácticamente parado en la línea de meta pero no pudo verlo argumentando que el brillo del sol lo había deslumbrado.
En el segundo tiempo los trinitenses se pusieron al ataque para tratar de igualar el partido pero sus esfuerzos fueron en vano, ya que el portero estadounidense Tony Meola logró detener las opciones de Trinidad y Tobago. Tras el pitido final, Estados Unidos celebró su victoria y todo Trinidad y Tobago quedó sumido en consternación.

### Detalles del partido
| 22         | POR        | Michael Maurice  |     |
| 19         | DEF        | Dexter Lee       | 76' |
| 2          | DEF        | Clayton Morris   |     |
| 5          | DEF        | Floyd Lawrence   |     |
| 4          | DEF        | Dexter Francis   |     |
| 17         | MED        | Kerry Jamerson   |     |
| 12         | MED        | Elliot Allen     | 60' |
| 10         | MED        | Russell Latapy   |     |
| 8          | MED        | Hutson Charles   |     |
| 14         | DEL        | Philibert Jones  |     |
| 11         | DEL        | Leonson Lewis    |     |
| Entrenador | Entrenador | Everald Cummings |     |

| 20         | POR        | Tony Meola        |     |
| 2          | DEF        | Steve Trittschuh  |     |
| 3          | DEF        | John Doyle        |     |
| 12         | DEF        | Paul Krumpe       | 62' |
| 5          | DEF        | Mike Windischmann |     |
| 8          | MED        | Brian Bliss       |     |
| 6          | MED        | John Harkes       |     |
| 7          | MED        | Tab Ramos         |     |
| 15         | MED        | Paul Caligiuri    |     |
| 16         | DEL        | Bruce Murray      |     |
| 10         | DEL        | Peter Vermes      |     |
| Entrenador | Entrenador | Bob Gansler       |     |

| 15 | MED | Maurice Albey | 60' |
| 16 | MED | Dwight Yorke  | 76' |

| 14 | MED | John Stollmeyer | 62' |

| Anotado | 30' | Paul Caligiuri |  |

| Árbitro             | Juan Carlos Loustau |
| Árbitros asistentes | Carlos Espósito     |
| Árbitros asistentes | Francisco Lamolina  |

| 22         | POR        | Michael Maurice  |     |
| 19         | DEF        | Dexter Lee       | 76' |
| 2          | DEF        | Clayton Morris   |     |
| 5          | DEF        | Floyd Lawrence   |     |
| 4          | DEF        | Dexter Francis   |     |
| 17         | MED        | Kerry Jamerson   |     |
| 12         | MED        | Elliot Allen     | 60' |
| 10         | MED        | Russell Latapy   |     |
| 8          | MED        | Hutson Charles   |     |
| 14         | DEL        | Philibert Jones  |     |
| 11         | DEL        | Leonson Lewis    |     |
| Entrenador | Entrenador | Everald Cummings |     |

| 20         | POR        | Tony Meola        |     |
| 2          | DEF        | Steve Trittschuh  |     |
| 3          | DEF        | John Doyle        |     |
| 12         | DEF        | Paul Krumpe       | 62' |
| 5          | DEF        | Mike Windischmann |     |
| 8          | MED        | Brian Bliss       |     |
| 6          | MED        | John Harkes       |     |
| 7          | MED        | Tab Ramos         |     |
| 15         | MED        | Paul Caligiuri    |     |
| 16         | DEL        | Bruce Murray      |     |
| 10         | DEL        | Peter Vermes      |     |
| Entrenador | Entrenador | Bob Gansler       |     |

| 15 | MED | Maurice Albey | 60' |
| 16 | MED | Dwight Yorke  | 76' |

| 14 | MED | John Stollmeyer | 62' |

| Anotado | 30' | Paul Caligiuri |  |

| Árbitro             | Juan Carlos Loustau |
| Árbitros asistentes | Carlos Espósito     |
| Árbitros asistentes | Francisco Lamolina  |

## Después del encuentro
Tabla de posiciones después del partido:
| Selección         | Pts. | PJ | PG | PE | PP | GF | GC | Dif |
| ----------------- | ---- | -- | -- | -- | -- | -- | -- | --- |
| Costa Rica        | 11   | 8  | 5  | 1  | 2  | 10 | 6  | 4   |
| Estados Unidos    | 11   | 8  | 4  | 3  | 1  | 6  | 3  | 3   |
| Trinidad y Tobago | 9    | 8  | 3  | 3  | 2  | 7  | 5  | 2   |
| Guatemala         | 3    | 6  | 1  | 1  | 4  | 4  | 7  | -3  |
| El Salvador       | 2    | 6  | 0  | 2  | 4  | 2  | 8  | -6  |

Debido a la situación política en El Salvador y a que El Salvador y Guatemala no tenían posibilidades de clasificar al mundial, los encuentros entre ambas selecciones fueron cancelados.
La prensa de Estados Unidos, considerando el resultado, bautizó el gol de Paul Caliguri como "el disparo que se oyó en todo el mundo".
Después de 40 años de ausencia de los mundiales, el equipo de Estados Unidos clasificó al mundial de 1990. Sin embargo la participación estadounidense en ese mundial duró poco: perdieron 5 a 1 contra Checoslovaquia; después jugarían contra los anfitriones Italia, cayendo 1 a 0, y finalizarían su participación contra Austria con derrota de 2 a 1. Tab Ramos (quien jugó este partido) logró jugar 3 mundiales con Estados Unidos: Italia 1990, Estados Unidos 1994 y Francia 1998. Los estadounidenses clasificarían para las seis siguientes Copas Mundiales antes de quedar eliminados en Rusia 2018 precisamente tras perder frente a los trinitenses por 2-1 en condición de visitante.
Trinidad y Tobago sufrió una prolongada crisis de confianza, hasta que su sueño mundialista se hizo por fin realidad en 2005, venciendo a Baréin en el encuentro de repesca intercontinental, lo que los clasificó al mundial de fútbol de 2006 en Alemania. Yorke y Latapy (supervivientes de la campaña eliminatoria de 1989) integraron aquel equipo trinitense, que en ese mundial empató con Suecia 0 a 0, perdió contra Inglaterra por 2 a 0 y Paraguay por 2 a 0, siendo eliminados en primera ronda.